# كابيتولياس
كابيتولياس (بالإغريقيّة: Καπιτωλιάς) هي مدينة إغريقيّة قديمة تقع شرق نهر الأردن، في منطقة كانت تُعرف قديمًا باسم سوريا الجوفاء. وكانت إحدى مدن حلف الديكابولس العشر. يقع موقعها الأثري اليوم في شمال الأردن، وتحديدًا في قرية بيت رأس التابعة لمحافظة إربد.
ورغم أن معظم معالم المدينة لم يبقَ منها إلا القليل، إلا أن المسرح الروماني لا يزال يُعَدّ أبرز معالمها الأثرية الباقية حتى اليوم.

## تاريخ
كانت المدينة واحدةً من مدن حلف الديكابولس العشر التي ذكرها بلينيوس الأكبر. إلاّ أنه توجد العديد من المصادر الأوليّة، من بينها بلينيوس نفسه، تورد تشكيلات مختلفة لمدن هذا الحلف.
لقد تأسست كابيتولياس كمدينة رومانيّة مُخطَّطة، ربما لأغراض عسكريّة، في عهد نيرفا أو تراجان، وذلك في عام 97 أو 98 للميلاد، استنادًا إلى العملات التي سُكَّت داخل المدينة. وتُظهر النقوش أن عددًا من المواطنين المحليين خدموا في الجيش الروماني. وقد أُحيطت المدينة بسور بُني في القرن الثاني للميلاد، وبلغت مساحتها نحو 12.5 هكتارًا بحسب أحد المصادر، أو 20 فدانًا بحسب مصدر آخر.
سُمّيت المدينة بهذا الاسم نسبةً إلى الإله جوبيتر كابيتولينوس. وتشير الأدلة إلى أن الموقع كان مأهولًا بشكل واسع وازداد أهمية خلال العصرين الروماني والبيزنطي. كما احتفظت كابيتولياس بشيء من الأهميّة خلال الفترة الإسلاميّة المبكرة، خاصةً في العصر الأموي.
أصبحت كابيتولياس، في الترتيبات الإداريّة المصاحبة لإنشاء مقاطعة البتراء العربيّة الرومانيّة عام 106 للميلاد، جزءًا من مقاطعة فلسطين الثانية، وكانت عاصمتها مدينة سكيثوبوليس. وقد ذُكرت المدينة في مؤلفات العديد من الجغرافيين، من بينهم هیروكليز وجورج القبرصي في القرنين السادس والسابع الميلاديين.
وقد ذكر الشاعر العربي حسان بن ثابت، أحد صحابة النبي محمد في القرن السابع للميلاد، خمرًا عالي الجودة يُنتج في بيت راس، مشيرًا إلى أن هذا الخمر كان يُنقل بواسطة البدو إلى الجزيرة العربيّة، وكان معروفًا ومشهورًا في المدينة خلال تلك الفترة. كما أشار ياقوت الحموي (1179–1229) إلى بيت راس قائلًا: "هي قرية من قرى بيت المقدس، وقيل إنها من جند الأردن. فيها كميات كبيرة من الكروم، يُصنع منها الخمر المشهور".

## وصلات خارجية
- مدن الديكابولس الأردنية: مدينة كابتولياس ذات الكروم، إرث الأردن